# Драгиша Пандуровић Гиле
Драгиша Пандуровић Гиле (Сење, 1. јануар 1953 — Ћуприја, 18. децембар 2020) био је српски сатиричар и текстописац.

## Биографија
Рођен у Сењу, одрастао у Сењском руднику, где је и завршио основну школу. Средњу занатску завршио је у Ресавици, а Вишу новинарску у Крагујевцу. Ожењен је, отац двоје деце.
Објавио је 6 књига афористичких сатира, које су објављене у периоду од 1987. до 1996. године у којима се на шаљив начин критикује политичка сцена у време ратова на просторима бивше Југославије. Текстописац је народних песама, које су отпевали познати певачи: Предраг Живковић Тозовац, Вера Нешић, Мики Гајић, Звонко Марковић, Лазар Пиља, Живорад Благојевић, Диса Миловановић, Горан Лазић и многи други.

## Књижевна дела
- Остатак савести (1987)
- Дође ми да (П)ланем (1988)
- Корак у празно (1990)
- Југославија више не станује овде (1993)
- Тако треба (1994)
- Срби ни небу, ни на земљи (1996)

## Песме
- Дозволи ми да те заборавим (Предраг Живковић - Тозовац )
- Мој живот је жена та (Диса Миловановић)
- Растају се матуранти (Диса Миловановић)
- Заборави ме (Мики Гајић)
- Једном у животу жени отац сина (Мики Гајић)
- Балканска кафанска (Горан Лазић)

## Поезија
Писао је и кратке тематске песме:
- Сењски рудник